# ブライト (衣類用漂白剤)
ブライト（Bright）は、ライオンから発売されている酸素系漂白剤を中心としたブランド。1975年6月発売。英語のBright（輝かしい）から由来している。

## 商品概要・歴史
製品は、新しい仕上げ剤として、発売時期のずれがあるが、柔軟剤「ソフランS」、液体洗濯糊「カインド」とともに順次発売された。
それ以前は、ライオンの塩素系漂白剤は「ライオンブリーチ」の商品名で販売されていた。商品名の変更は、当時同業他社で、塩素系漂白剤のシェアトップで競合している、花王の「ハイター」に対抗するためと思われる。同時に、ラベルの説明には、白物衣類の漂白用としての他に、台所の衛生や浴室・トイレの清掃にも使えることが強調されていた。
その後製品改良など重ねていく一方で、台所用の「キッチンブライト」や花王の「ハイターE」に対抗すべく「ブライトアップ」、花王の「ワイドハイター」に対抗する為の酸素系漂白剤「カラーブライト」を発売した。しかし1990年代から塩素系漂白剤の需要が横ばいになり、液体の衣類用酸素系漂白剤「手間なしブライト」が登場し売り上げを伸ばし始めたことから、ライオンは衣類用の液体塩素系漂白剤の製造を中止。同時に「ブライト」を衣類用酸素系漂白剤のブランドネームとして発展することとなった。
沿革
- 1975年6月 - 発売開始（ライオン油脂時代、塩素系漂白剤）。
- 1990年2月 - 『手間なしブライト』を全国で発売開始。その名のとおり、仕分け・つけ置きの手間を省略できる理想的な漂白剤として発売した。この当時は原液をシミなどの部分汚れに直接かけて使用するのみのタイプだった。ボトルの色は藤色、キャップは淡藤色だった。
- 1993年3月 - 『手間なしブライト』を改良。シャツの全体に広がった黄ばみにも対応できるようになった。パッケージデザインを変更。
- 1995年3月 - 『手間なしブライト』を改良。パッケージデザインを変更。
- 1996年4月 - 『手間なしブライト』を性能向上し、パッケージデザインを変更。
- 1996年9月 - 『手間なしブライト』液だれ防止機構に改良。
- 1998年8月 - 『手間なしブライト』のキャップを液ダレ防止キャップに改良。パッケージデザインを変更。
- 1998年9月 - 『手間なしブライト』につめかえ用を新発売。
- 1999年9月 - 『手間なしブライト』を改良。3つの新成分「PHコントロール成分」「漂白増強成分」「繊維保護成分」を配合。さらに、液体を適度な粘度のあるトロッとした液体タイプに変更。ボトルの色を青紫色に、キャップは黄色に変更された。パッケージデザインを変更。
- 2001年3月 - 『スーパー手間なしブライト』を全国で発売開始。
- 2002年8月 - 『スーパー手間なしブライト』を改良。組成とパッケージデザインを変更。
- 2003年3月29日 - 『スーパー手間なしブライト』『手間なしブライト』を改良。どちらも黄ばみを予防機能を追加し、パッケージデザインを変更。
- 2004年9月 - 『スーパー手間なしブライト』『手間なしブライト』を改良。『スーパー手間なしブライト』は独自の漂白強化成分「パワフルリムーバー」が配合され、パッケージデザインを変更。『手間なしブライト』はパッケージデザインのみを変更。
- 2005年8月 - 「スーパー手間なしブライト」を改良。パッケージデザインを変更。
- 2006年
  - 8月 - 「手間なしブライト」を改良。パッケージデザインを変更。
  - 9月6日 - 「手間なし直効ブライト」を発売、同時に「手間なしブライト」を改良（デザイン）。
- 2008年9月10日 - 「直効ブライト」を発売（デザイン、商品名変更）。
- 2010年
  - 4月 - 「手間なしブライト」、「直効ブライト」を改良（デザイン）。
  - 5月 - 「スーパー手間なしブライト」生産終了。
  - 6月 - 「ブライトW 除菌&抗菌」を発売。
- 2012年6月 - 「ブライトW 除菌&抗菌」を改良。パッケージデザインを変更。
- 2013年
  - 2月27日 - 「ブライトW 除菌&抗菌」を改良。抗菌性能と消臭効果が向上され、衣類を着てから脱ぐまで1日中消臭効果が持続するようになった。
  - 3月20日 - 「手間なしブライト」を改良。クエン酸を配合し、パッケージデザインを変更。
  - 5月22日 - 「直効ブライト」を改良。パッケージデザインを変更。
- 2014年7月1日 - 「ブライトW 除菌&抗菌」を改良。汚れ落ち促進剤が配合され、その後の着用時についた汚れが次の洗濯時に落としやすくする効果をプラスした。
- 2015年
  - 3月 - 「直効ブライト」生産終了。
  - 4月22日 - 「ブライトW 除菌&抗菌」を改良し、「ブライトW」に改名。3種の洗浄成分からなる複合体（TIC）を配合。併せて、通常品の約1.8倍（900ml）とした「つめかえ用 大」を追加した。
  - 9月 - 「カラーブライト」生産終了。一旦粉末タイプの取扱が無くなる。
- 2016年3月30日 - 「ブライトW」に「つめかえ用 特大」を追加発売。
- 2017年4月26日 - 「ブライトW」を改良。新洗浄成分を配合し、液性にとろみが付いたジェル状に変更。本体は詰め替え時の液面の高さの確認のためのスリットが付く。
- 2019年3月27日 - 「ブライトW」を改良し、「ブライトSTRONG」に改名。洗浄強化成分が配合された。また、本体の内容量が変更された（600ml→510ml）。
- 2020年12月16日 - 「カラーブライト」の生産終了以来、約5年3ヶ月ぶりとなる粉末タイプ「ブライトSTRONG 極パウダー」をAmazon.co.jp、Rakten、LOHACO限定で発売[1]。
- 2021年
  - 2月17日 - 「ブライトSTRONG 極パウダー」の店頭販売を開始し、Amazon.co.jp、Rakten、LOHACO限定でつめかえ用2個パックを追加。また、「ブライトSTRONG」を「ブライトSTRONG 漂白&抗菌ジェル」に改名しパッケージデザインを変更してリニューアル発売（同年2月に自然切替）。
  - 5月26日 - 「ブライトSTRONG 衣類の爽快シャワー」を発売。ブランド初となる漂白剤ではない製品となる。
- 2023年11月22日 - 「ブライトSTRONG 漂白&抗菌ジェル」をリニューアル。パッケージデザインが変更されるとともに、つめかえ用は標準サイズと特大サイズを廃止する代わりに、650ml入りを追加発売した。

## 商品ラインナップ

### 現行商品
ブライトSTRONG 漂白&抗菌ジェル
2019年3月発売。液体濃縮タイプ。容量は510ml、つめかえ用は650mlと900ml
抗菌バリア成分（抗菌剤）と汚れバリア成分（ソイルリリースポリマー、再汚染防止剤）を配合。
使用量の目安は、毎回の洗濯に使用する場合は30Lの水（ドラム式洗濯機の場合は衣類4kg）に20ml。つけおき洗いに使用する場合は1Lの水に10ml。いずれの場合も、洗濯用洗剤と一緒に使用する。
ダイヤモンドカットのボトル形状は「ブライトW」から引き継がれているが、キャップの色がラベルと同じシルバーに統一された。

### 製造終了品
手間なしブライト
1990年2月から2023年9月まで発売されていた液体タイプ。容量は1000ml、つめかえ用は720ml。このほかに、法人向けのノベルティとして、400ml入りが設定されていた。400ml入りは内容量の関係で1回で全量を入りきれないため、つめかえが不可となる。
繊維・色柄保護成分を配合しており、おしゃれ着やデリケート衣類にも使用可能。一時期ウールマークの認定を受けていた。
使用量の目安は、黄ばみ・黒ずみの漂白や衣類の消臭に使用する場合は30Lの水に40ml。全体に汚れがひどい時や衣類の除菌に使用する場合は1Lの水に20ml。いずれの場合も、洗濯用洗剤と一緒に使用する。
スーパー手間なしブライト
2001年3月から2010年5月まで発売していた濃縮・液体タイプ。「ブライトW 除菌&抗菌（現・ブライトSTRONG）」と入れ替わりで製造を終了した。内容量は本体500ml、つめかえ用400ml。
直効ブライト
2006年9月から2015年3月まで発売していた濃縮・液体タイプ。発売開始当初は「手間なし直効ブライト」として発売していた。内容量は本体500ml、つめかえ用400ml。
部分洗いに重点を置いた製品で、シミ・黒ずみ・油の3つの除去成分を配合しており、キャップは先端部分を開けてシミなどに直接塗布する「直ぬりヘッド」として、洗濯機に投入するときには計量キャップとして使用できる2WAYキャップを採用。また、液にとろみをつけ、青いジェルとしている。「ブライトW（現・ブライトSTRONG 漂白&抗菌ジェル）」へ統合の為生産を終了した。
カラーブライト
1977年から2015年9月まで発売していた粉末タイプ。容量は600g、つめかえ用500g。
このシリーズでは初めての酸素系漂白剤として発売した。「漂白活性成分」と「酵素」を配合。
使用量の目安はシミや部分汚れの漂白には1Lの水に5g、黄ばみ・黒ずみの漂白や除菌・除臭には30Lの水に10g。
容器は白のボトルと青のキャップでラベルは白地に群青色の文字、「カラー」は黄色で書かれている。下には虹をイメージしたラインが入っており、発売当初から引き継がれている。「直効ブライト」同様、「ブライトW（現・ブライトSTRONG 漂白&抗菌ジェル）」へ統合の為生産を終了。
ブライトSTRONG 極パウダー
2020年12月（Amazon.co.jp、Rakten、LOHACOで先行、店頭では2021年2月）から2023年4月まで発売されていた粉末タイプ。容量は570g、つめかえ用500g。
漂白ブースト成分（漂白活性化剤）をライオンが発売する製品内で最大量を配合。
使用料の目安は、毎回の洗濯に使用する場合は30Lの水（ドラム式洗濯機の場合は衣類4kg）に8g。つけおき洗いに使用する場合は2Lの水に8g。毎回の洗濯には洗濯用洗剤と一緒に使用するが、つけおき洗いに使用する場合は単体で使用する。機能成分の濃縮化により、従来発売されていた「カラーブライト」よりも毎回の洗濯における使用量が少なくなり、本体は「カラーブライト」よりも内容量が少ないながら使用回数が多くなった（水30Lの場合、カラーブライト:60回分、ブライトSTRONG 極パウダー:約71回分）。
本体はふたをヒンジ式としたボックスタイプで、1回分（8g）の計量が可能な小型のスプーンが付き、スプーンの収納場所となる「スプーンポケット」が備わる。
ブライトアップ
1985年から1990年2月まで発売していた塩素系漂白剤。
塩素系特有の臭いを抑えた製品。ラベル表記はキャッチフレーズ「鼻にツーンとこない」と、下に小さく「シミ黄ばみも真っ白」と書かれ、対抗商品のハイターEと、どことなく表記が似ていた。酸素系の「手間なしブライト」の発売に伴い生産を終了した。
容器は縦長で、ボトルの色は白、キャップは濃い青、ラベルは青赤を基調としていた。
ブライトSTRONG 衣類の爽快シャワー
2021年5月から2023年4月まで発売されていた液体タイプの洗濯用プレ洗剤（部分用）。容量は400ml、つめかえ用は320ml。
汚れた衣類に液がしみこむ程度まで直接かけて放置（6時間以上の放置が効果的で、最大1週間程度ほったらかしでも可能）し、その後、他の洗濯物と一緒に普段使用している洗剤で洗濯する。衣類が水洗い可能であれば、白物・色物・柄物問わず使用可能である。本体は近づけるとスポットに、少し離すと広範囲に液が広がる「スクイーズシャワーボトル」を採用している。

## 用途
ブライトSTRONG 漂白&抗菌ジェル
消臭・抗菌、黄ばみ・黒ずみの漂白・予防、シミ（食べこぼし・調味料・血液など、血液汚れは最初に水洗いする）やえり・そでの汚れの漂白、衣類全体のひどい汚れの漂白や衣類の除菌

## 配合成分
ブライトSTRONG 漂白&抗菌ジェル
過酸化水素（酸素系）、界面活性剤（アルキルエーテル硫酸エステルナトリウム）、溶剤

## CM
歴代CM出演タレント
- 双子姉妹（1980年代前半）
- 寺田理恵子（1990年2月 - 1995年3月）
- 香坂みゆき（手間なしブライト、1996年9月 - 2001年3月）
- 長嶋一茂（スーパー手間なしブライト、2001年3月 - 2002年8月）
- 三田寛子（スーパー手間なしブライト、2003年3月29日 - 2005年8月）
- 石丸椎菜（スーパー手間なしブライト、2003年3月29日 - 2004年9月）
- 橋口恵莉奈（スーパー手間なしブライト、2004年9月 - 2005年8月）
- 河野景子（ブライトW、2010年6月9日 - 2011年7月）
- 徳山宰極（ブライトW、2011年7月1日 - 現在）
- 山田花子（ブライトW、2013年2月 - 2015年3月）
- 玉木宏（ブライトW、2015年4月22日 - 2019年3月）